# كهرباء نيالا

## كهرباء نيالا
بدأ العمل بالمحطة في العام 1970 م بعدد 6 وحدات Black stone  دخلت الخدمة عام 1975  م.
وكانت تسمى الهيئة العامة للكهرباء والمياه وكان مدير القسم آنذاك م. محمد الخضر محمد احمد وذلك في فترة المديريات عرفت المديرية حينها: بمديرية جنوب دارفور.

القدرة المركبة كانت 1,5 ميقاواط وكانت تغطى حى الوادى وحى السينما وحى الجمهورية وحى الاستباليه وحي الموظفين والاشلاق ومصنع النسيج والقشارات
وفي العام 1980 تم تركيب المحطة الفرنسية 4 وحدات بطاقة تصميمية 3,5 ميقاواط واجمالي الطاقة التصميمية للمحطة القديمة + الجديدة اجمالي الطاقة المتاحة كان 10,5 وبعد ذلك دخلت احياء جديدة كررى وتكساس والجير وحى الثورة وحى سكر شتت وخرطوم بالليل (وكانت التغطية للقطاعات السكنية. النسيج + القشارات) الآن أصبحت منطقة صناعية.

## المساحة وعدد الوحدات
المساحة :36000 متر مربع
عدد الوحدات: 21 وحدة
محطة توليد نيالا الآن  تعمل بسعة وقدرها 23 ميقاواط
يعتبر دخول الوحدات الجديدة إضافة للطاقة المولدة والتي تؤدي الي استقرار الامداد الكهربائي بالمدينة.
تستهلك الوحدات الجديدة الوقود الثقيل بدلا عن وقود الجازولين المكلف.

## عدم توفر الوقود لمحطة كهرباء نيالا يهدد بوقف الإمداد الكهربائي لموطني المدينة
كشف مدير إدارة التوليد الكهربائي بالشركة السودانية للكهرباء لولاية جنوب درافور بنيالا المهندس الرحمة حسن الرحمة أن محطة التوليد تعاني من نقص كبير في الوقود وتوقع انقطاع التيار الكهربائي عن القطاع السكني بالمدينة بعد عشرة أيام في حال عدم وضع خطة عاجله لتوفير الوقود من الخرطوم ووصوله في وقت مبكر. وقال الرحمة، إن الوقود المتبقي بالمحطة فقط (210) طن تكفي لاستهلاك الولاية لمدة عشرة أيام.

## والي جنوب دارفور يعلن عن حل نهائي لمشكلة كهرباء مدينة نيالا
أكد موسى مهدي والي ولاية جنوب دارفور التوصل مع وزارة المالية الاتحادية إلى حل نهائي لمشكلة كهرباء مدينة نيالا ثاني أكبر المدن السودانية.
وكشف موسى مهدي في تصريح (سونا) عن التزام وزارة المالية الاتحادية بتسديد مبلغ (5) ملايين دولار للشركة التركية المسؤولة عن توليد الكهرباء في مدينة نيالا ومدن سودانية أخرى.
وأبان أن حكومته اجتمعت مع وزارة المالية الاتحاديه نهار «الاحد» بالخرطوم وتوصلت الي تفهمات كبيرة بشان الامداد الكهربائي افضى إلى وضع حداً للمديونيات السابقة بصورة صفرية.
وأضاف موسى ان مدينه نيالا لن تواجه أية مشاكل تتعلق بالطاقة الكهربائية مستقبلا، نتيجة للخطة المحكمة التي وضعتها حكومته بالتنسيق مع وزارة المالية الاتحادية في التسديد بشكل راتب للشركة بعد خفض المديونية إلى نقطة صفر إلى ان التسديد حسب المصروفات الشهرية للشركة بشكل سلس يؤمن استقرار التيار الكهربائي بشكل دائم.
يذكر ان مدينة نيالا حاضرة الولاية تعاني مشكلة إنقطاع التيار الكهربائي من فترة الي اخري جراء تراكم المديونية.